# Wildt (cràter)
Wildt és un petit cràter d'impacte que es troba prop del terminador oriental de la Lluna. El cràter amb nom més proper és Condorcet, situat a l'oest-nord-oest. Wildt va ser prèviament designat Condorcet K abans de ser nomenat per la UAI.

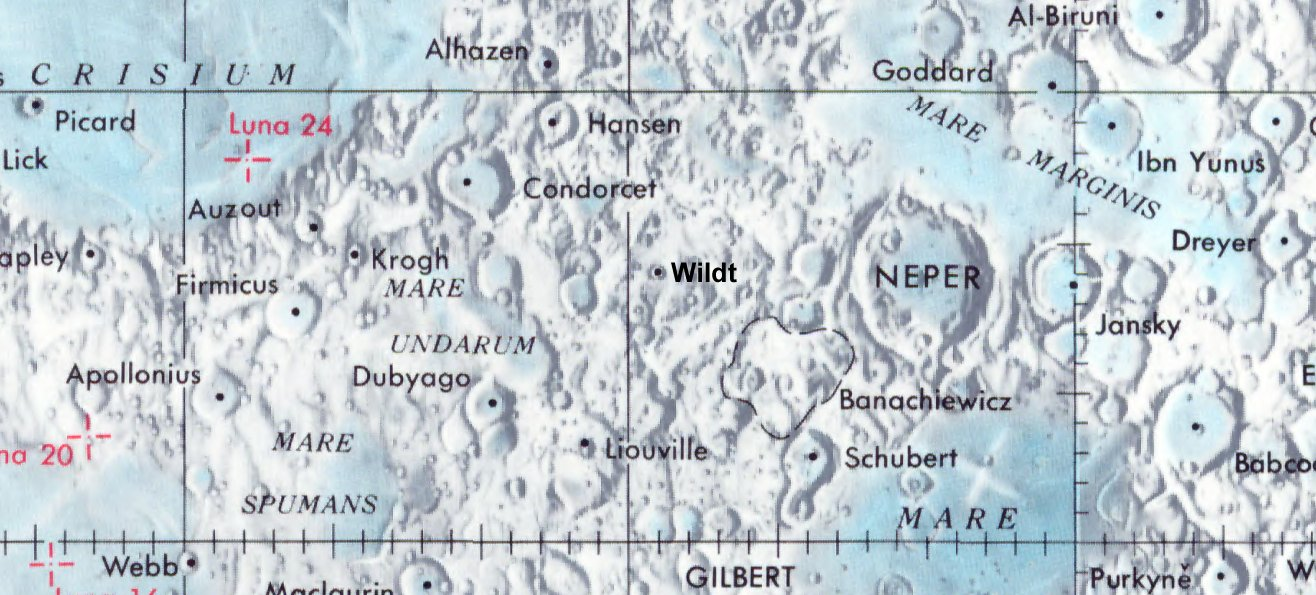
Localització de Wildt (centre de la imatge)
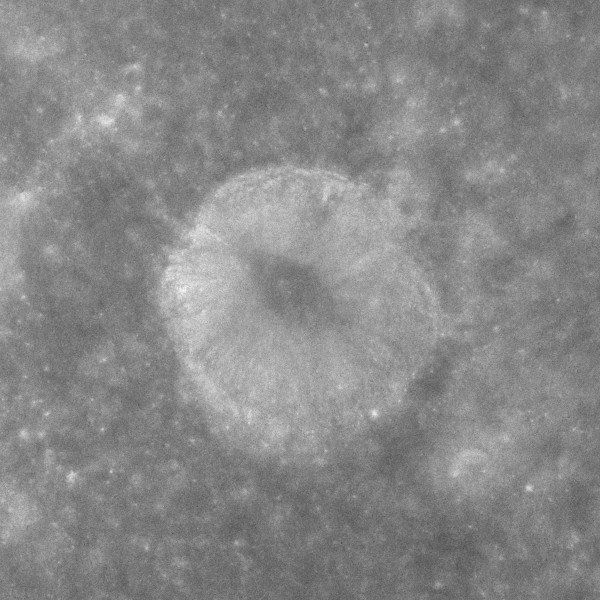
Imatge presa des de l'Apollo 17

El cràter és circular i en forma de bol, amb una petita plataforma en el punt mig, envoltada per les parets interiors inclinades. No ha rebut un desgast significatiu a causa d'impactes posteriors.